# Jean de Herdt
Jean de Herdt (22 de julio de 1923 – 5 de enero de 2013) fue un deportista francés que compitió en judo. Ganó cuatro medallas de oro en el Campeonato Europeo de Judo entre los años 1951 y 1955.

## Palmarés internacional
| Campeonato Europeo | Campeonato Europeo | Campeonato Europeo | Campeonato Europeo |
| Año                | Lugar              | Medalla            | Categoría          |
| ------------------ | ------------------ | ------------------ | ------------------ |
| 1951               | París (Francia)    | Medalla de oro     | 3.er dan           |
| 1951               | París (Francia)    | Medalla de oro     | Abierta            |
| 1952               | París (Francia)    | Medalla de oro     | 4.º dan            |
| 1955               | París (Francia)    | Medalla de oro     | 4.º dan            |